# L'Amour fou
L'Amour fou è un film del 1969 diretto da Jacques Rivette.

## Trama
Durante la preparazione di uno spettacolo tratto dall'Andromaca di Racine, la vita matrimoniale dell'attrice Claire e del regista Sébastien va in pezzi.

## Accoglienza
Il regista, già critico cinematografico e redattore capo alla rivista Cahiers du cinéma dal 1963 al 1965, affronta le tematiche «della finzione, del reale e del sogno» in uno stile che appartiene si al segno dei tempi, che proseguirà due anni in Out 1, ma che poi che si ritroverà successivamente in Va savoir? del 2002, dove ancora una volta viene presa in  esame una coppia in crisi nel in un contesto simile, in equilibrio tra cinema, teatro e vita reale. Andrea Vannini ha scritto che con L'amour fou, «riflessione sull'atto stesso della creazione, discorso teorico sul cinema, cronaca appassionata di un gruppo, Rivette si è dimostrato il regista  più ambizioso e più esigente della sua generazione».